# Saint-Aubin-de-Courteraie
Saint-Aubin-de-Courteraie è un comune francese di 145 abitanti situato nel dipartimento dell'Orne nella regione della Normandia.

## Società

### Evoluzione demografica
Abitanti censiti